# 2023–2024-es angol labdarúgókupa
A 2023–2024-es angol labdarúgókupa a legrégebben alapított labdarúgókupa 143. szezonja. Jelenleg Emirates FA Cup néven ismert, szponzorációs okokból. A győztes egyenesen bejut a 2024–2025-ös Európa-liga csoportkörébe és szerepelni fog a 2024-es angol szuperkupában, a 2023–2024-es Premier League győztese ellen.
A címvédő a Manchester City, miután a 2023-as döntőben legyőzte a Manchester Unitedet. A döntőben ismét ugyanez a két csapat szerepelt, de ezúttal a Vörös Ördögök diadalmaskodtak, 2–1-re.

## Csapatok

### Záró szakasz
| Forduló          | Dátum              | Mérkőzések száma | Fennmaradó csapatok | Új csapatok | Győztes pénzjutalom | Vesztes pénzjutalom | Belépő osztályok                                  |
| ---------------- | ------------------ | ---------------- | ------------------- | ----------- | ------------------- | ------------------- | ------------------------------------------------- |
| Első forduló     | 2022. november 5.  | 40               | 80 → 40             | 48          | £41 000             | Nincs               | 24 harmadosztályú csapat 24 negyedosztályú csapat |
| Második forduló  | 2022. november 26. | 20               | 40 → 20             | 0           | £67 000             | Nincs               | Nincs                                             |
| Harmadik forduló | 2023. január 7.    | 32               | 64 → 32             | 44          | £105 000            | Nincs               | 20 első osztályú csapat 24 másodosztályú csapat   |
| Negyedik forduló | 2023. január 28.   | 16               | 32 → 16             | 0           | £120 000            | Nincs               | Nincs                                             |
| Ötödik forduló   | 2023. március 1.   | 8                | 16 → 8              | 0           | £225 000            | Nincs               | Nincs                                             |
| Negyeddöntő      | 2023. március 18.  | 4                | 8 → 4               | 0           | £450 000            | Nincs               | Nincs                                             |
| Elődöntő         | 2023. április 22.  | 2                | 4 → 2               | 0           | £1 000 000          | £500 000            | Nincs                                             |
| Döntő            | 2023. június 3.    | 1                | 2 → 1               | 0           | £2 000 000          | £1 000 000          | Nincs                                             |

## Selejtező
Az első fordulóban az első négy osztályon kívüli csapatok 32 helyet kapnak összesen, amiért hat selejtező-fordulón esnek át a klubok.

## Első forduló
Az első fordulóba a selejtezők 32 legjobb csapata jutott tovább, illetve hozzájuk csatlakozott az összes negyed-, és harmadosztályú klub.

## Második forduló
A második fordulóba az első forduló negyven győztese jutott tovább. A Ramsgate volt a legalacsonyabb osztályú csapat, az angol piramis nyolcadik szintjén játszottak a szezonban.

## Harmadik forduló
A harmadik fordulóba a második forduló húsz győztese jutott tovább és hozzájuk csatlakozott negyvennégy csapat az első két osztályból. A sorsolásra 2023. december 3-án került sor. A Maidstone United volt a legalacsonyabb osztályú csapat, az angol piramis hatodik szintjén játszottak a szezonban.

## Negyedik forduló
Az negyedik fordulóba a harmadik forduló harminckét győztese jut tovább.

## Ötödik forduló
Az ötödik fordulóba a negyedik forduló tizenhat győztese jutott tovább. A hatodosztályú Maidstone United az első csapat lett az 1977–1978-as szezon óta, ami eljutott az ötödik fordulóig és nem az első öt osztály egyikében szerepelt. Akkor ez a Blyth Spartansnak sikerült.
Minden időpont helyi idő szerint feltüntetve
| 2024. február 26. | Coventry City (2)                  | 5–0               | (6) Maidstone United | Coventry                                                                                 |  |
| 19:45             | Simms 9' 14' 35' Tavares 88' 90+1' | (3–0) Jegyzőkönyv |                      | Stadion: Coventry Building Society Arena Nézőszám: 26 857 Játékvezető: Michael Salisbury |  |

| 2024. február 27. | Bournemouth (1) | 0–1 (h.u.)        | (2) Leicester City | Bournemouth                                                    |  |
| 19:30             |                 | (0–0) Jegyzőkönyv | Fatawu 105'        | Stadion: Dean Court Nézőszám: 10 872 Játékvezető: Paul Tierney |  |

| 2024. február 27.                       | Blackburn Rovers (2) | 1–1 (h.u.) (büntetőkkel: 3–4)          | (1) Newcastle United | Blackburn                                                        |  |
| 19:45                                   | Szmodics 79'         | (0–0, 1–1) Jegyzőkönyv                 | Gordon 71'           | Stadion: Ewood Park Nézőszám: 22 730 Játékvezető: Jarred Gillett |  |
|                                         |                      | Büntetők                               |                      |                                                                  |  |
| Szmodics Brittain Sigurðsson Ayari Hyam |                      | Schär Barnes Guimarães Anderson Gordon |                      |                                                                  |  |

| 2024. február 27. | Luton Town (1) | 2–6               | (1) Manchester City                    | Luton                                                                 |  |
| 20:00             | Clark 45' 52'  | (1–3) Jegyzőkönyv | Haaland 3' 18' 40' 55' 58' Kovačić 72' | Stadion: Kenilworth Road Nézőszám: 11 163 Játékvezető: Anthony Taylor |  |

| 2024. február 28. | Chelsea (1)                          | 3–2               | (2) Leeds United | London                                            |  |
| 19:30             | Jackson 15' Mudrik 37' Gallagher 90' | (2–1) Jegyzőkönyv | Joseph 8' 59'    | Stadion: Stamford Bridge Játékvezető: David Coote |  |

| 2024. február 28. | Nottingham Forest (1) | 0–1               | (1) Manchester United | Nottingham                                          |  |
| 19:45             |                       | (0–0) Jegyzőkönyv | Casemiro 89'          | Stadion: Városi Stadion Játékvezető: Chris Kavanagh |  |

| 2024. február 28. | Wolverhampton Wanderers (1) | 1–0         | (1) Brighton & Hove Albion | Wolverhampton                                        |  |
| 19:45             | Lemina 2'                   | Jegyzőkönyv |                            | Stadion: Molineux Stadion Játékvezető: Andrew Madley |  |

| 2024. február 28. | Liverpool (1)            | 3–0               | (2) Southampton | Liverpool                                          |  |
| 20:00             | Koumas 44' Danns 73' 88' | (1–0) Jegyzőkönyv |                 | Stadion: Anfield Stadion Játékvezető: Craig Pawson |  |

## Negyeddöntő
A negyeddöntőbe az ötödik forduló nyolc győztese jut tovább. A sorsolásra 2024. február 28-án, 20:00 (CET) került sor. A legalacsonyabb osztályban szereplő csapat ebben a fordulóban a másodosztályú Coventry City és a Leicester City.
| 2024. március 16. | Wolverhampton (1)      | 2–3               | (2) Coventry City             | Wolverhampton                                                          |  |
| 12:15             | Aít-Núri 83' Bueno 88' | (0–1) Jegyzőkönyv | Simms 53' 90+7' Wright 90+10' | Stadion: Molineux Stadion Nézőszám: 31 262 Játékvezető: Samuel Barrott |  |

| 2024. március 16. | Manchester City (1) | 2–0 | (1) Newcastle United | Manchester                                                    |  |
|                   | Silva 13' 31'       |     |                      | Stadion: Manchesteri Városi Stadion Játékvezető: Simon Hooper |  |

| 2024. március 17. | Chelsea (1)                                                | 4–2               | (2) Leicester | London                                                               |  |
| 12:45             | Cucurella 13' Palmer 45+1' Chukwuemeka 90+2' Madueke 90+8' | (2–0) Jegyzőkönyv |               | Stadion: Stamford Bridge Nézőszám: 39 589 Játékvezető: Andrew Madley |  |

| 2024. március 17. | Manchester United (1)                                           | 4–3 (h.u.)                  | (1) Liverpool                              | Manchester                                     |  |
| 15:30             | Scott McTominay 10' Antony 87' Rashford 113' Amad 120+1' 120+2′ | (1–2, 2–2, 2–3) Jegyzőkönyv | Mac Allister 44' Szaláh 45+2' Elliott 105' | Stadion: Old Trafford Játékvezető: John Brooks |  |

## Elődöntő
A negyeddöntők négy győztese játssza az elődöntőket, a párosítások győztesei a döntőbe jutnak.
| 2024. április 20. | Manchester City (1) | 1–0               | (1) Chelsea | Wembley Stadion                             |  |
| 17:15             | Silva 84'           | (0–0) Jegyzőkönyv |             | Stadion: London Játékvezető: Michael Oliver |  |

| 2024. április 21.        | Coventry City (2)                 | 3–3 (büntetőkkel: 2–4)                   | (1) Manchester United                     | Wembley Stadion |  |
| 15:30                    | Simms 71' O’Hare 79' Wright 90+5' | (0–2)                                    | McTominay 23' Maguire 45+1' Fernandes 58' | Stadion: London |  |
|                          |                                   | Büntetők                                 |                                           |                 |  |
| Wright Torp O’Hare Sheaf |                                   | Casemiro Dalot Eriksen Fernandes Højlund |                                           |                 |  |

## Döntő
A döntőt 2024. május 25-én rendezik a Wembley Stadionban, sorozatban másodjára is a két manchesteri csapat mérkőzött meg egymással.
| 2024. május 25. 15:00 (GMT) |

| Manchester City | 1–2               | Manchester United       |
| --------------- | ----------------- | ----------------------- |
| Doku 87'        | (0–2) Jegyzőkönyv | Garnacho 30' Mainoo 39' |

| Wembley Stadion, London Nézőszám: Játékvezető: Andy Madley (West Riding megye) |

| Manchester City | Manchester United |

| KA            | 18 | Stefan Ortega   |     |       |
| JV            | 2  | Kyle Walker     |     |       |
| KV            | 5  | John Stones     |     |       |
| KV            | 6  | Nathan Aké      | 46' |       |
| BV            | 24 | Joško Gvardiol  |     |       |
| KP            | 16 | Rodri           |     |       |
| KP            | 7  | Mateo Kovačić   | 46' |       |
| JSZ           | 20 | Bernardo Silva  |     |       |
| TKP           | 17 | Kevin De Bruyne | 56' |       |
| BSZ           | 47 | Phil Foden      |     |       |
| KCS0          | 9  | Erling Haaland  |     |       |
| Cserék:       |    |                 |     |       |
| KA            | 33 | Scott Carson    |     |       |
| V             | 3  | Rúben Dias      |     |       |
| V             | 25 | Manuel Akanji   | 46' |       |
| V             | 82 | Rico Lewis      |     |       |
| K             | 10 | Jack Grealish   |     |       |
| K             | 11 | Jérémy Doku     | 46' |       |
| K             | 27 | Matheus Nunes   |     |       |
| K             | 52 | Oscar Bobb      |     |       |
| CS            | 19 | Julián Álvarez  | 56' | 90+7' |
| Menedzser:    |    |                 |     |       |
| Pep Guardiola |    |                 |     |       |

| KA           | 24 | André Onana        |       |           |
| BV           | 20 | Diogo Dalot        |       |           |
| KV           | 6  | Lisandro Martínez  | 73'   |           |
| KV           | 19 | Raphaël Varane     |       |           |
| JV           | 29 | Aaron Wan-Bissaka  |       |           |
| KP           | 37 | Kobbie Mainoo      |       | 45'       |
| KP           | 4  | Szofjan Amrabat    |       |           |
| BSZ          | 10 | Marcus Rashford    | 73'   |           |
| JSZ          | 17 | Alejandro Garnacho | 90+3' |           |
| KCS0         | 39 | Scott McTominay    | 90+3' | cs. 90+5' |
| KCS          | 8  | Bruno Fernandes    |       |           |
| Cserék:      |    |                    |       |           |
| KA           | 1  | Altay Bayındır     |       |           |
| V            | 2  | Victor Lindelöf    | 90+3' |           |
| V            | 35 | Jonny Evans        | 73'   |           |
| V            | 53 | Willy Kambwala     |       |           |
| K            | 7  | Mason Mount        | 90+3' |           |
| K            | 14 | Christian Eriksen  |       |           |
| K            | 16 | Amad               |       |           |
| CS           | 11 | Rasmus Højlund     | 73'   |           |
| CS           | 21 | Antony             |       |           |
| Menedzser:   |    |                    |       |           |
| Erik ten Hag |    |                    |       |           |

## Góllövőlista
Frissítve: 2024. április 20.
| Helyezés | Játékos             | Csapat                 | Gólok |
| -------- | ------------------- | ---------------------- | ----- |
| 1        | Sammie Szmodics     | Blackburn Rovers       | 6     |
| 2        | Erling Haaland      | Manchester City        | 5     |
| 2        | João Pedro          | Brighton & Hove Albion | 5     |
| 2        | Ellis Simms         | Coventry City          | 5     |
| 4        | Kyle Wootton        | Stockport County       | 4     |
| 6        | Alí el-Hamádí       | AFC Wimbledon          | 3     |
| 6        | Jack Barham         | Aldershot Town         | 3     |
| 6        | Billy Bodin         | Oxford United          | 3     |
| 6        | Jón Daði Böðvarsson | Bolton Wanderers       | 3     |
| 6        | Ryan Bowman         | Shrewsbury Town        | 3     |
| 6        | Sam Corne           | Maidstone United       | 3     |
| 6        | Chris Maguire       | Eastleigh              | 3     |
| 6        | Sékou Mara          | Southampton            | 3     |
| 6        | Paul McCallum       | Eastleigh              | 3     |
| 6        | Shane McLoughlin    | Newport County         | 3     |
| 6        | Callum O’Hare       | Coventry City          | 3     |
| 6        | William Osula       | Sheffield United       | 3     |
| 6        | Jamie Reid          | Stevenage              | 3     |
| 6        | Aaron Rowe          | Crewe Alexandra        | 3     |
| 6        | Josh Stokes         | Aldershot Town         | 3     |
| 6        | Lorent Tolaj        | Aldershot Town         | 3     |